# Clay (Kurzfilm)
Clay (Originaltitel: Clay or the Origin of Species) ist ein US-amerikanischer knetanimierter Kurzfilm von Eli Noyes aus dem Jahr 1965.

## Handlung
Graue Knetmasse formt sich zu kleineren Wellen und einfachen, symmetrischen Formen, bevor schließlich die Masse zu einem kleinen Wurm wird, der über die weiße Fläche kriecht. Aus dem Wurm wird mit der Zeit ein rüsselähnliches Etwas, bald ein zweites und es kommt zur Vereinigung beider Formen, zur Trennung und Verflechtung. Bald wird der Rüssel zu einem Schnabel, der wieder andere Formen aufnimmt, verspeist und sich mit anderen vermischt. Es kommt zu kopfähnlichen Formen, die mit der Zeit Zähne entwickeln und wieder größere Formen verschlingen. Bald entstehen Pflanzen, die verspeist werden, und mit der Zeit Dinosaurier und andere Tiere, wie Schildkröten, Schmetterlinge und Vögel. Am Ende steht der Mensch, der sich langsam über ein paar laufende Beine entwickelt.

## Produktion
Clay entstand während Noyes’ Studium an der Harvard University. Der Film wurde im Carpenter Center for the Visual Arts gefilmt. Die Swingmusik, die den Film begleitet, stammt vom Sammy Saltonstall Quartett.

## Auszeichnungen
Clay wurde 1966 für einen Oscar in der Kategorie „Bester animierter Kurzfilm“ nominiert, konnte sich jedoch nicht gegen The Dot and the Line durchsetzen.